# Przygoda z piosenką
Pour plus de détails, voir Fiche technique et Distribution.
Przygoda z piosenką (Une aventure avec la chanson) est un film polonais de Stanisław Bareja sorti en salles le 27 juin 1969.

## Synopsis
Mariola, lauréate du prix du public du Festival national de chanson polonaise d'Opole veut faire carrière à Paris. Sous l'influence de son agent artistique qui lui promet de l'argent et grande célébrité, elle quitte la Pologne et y laisse Piotr, un compositeur amoureux d'elle. Une fois à Paris elle découvre que son agent est un escroc qui ne lui a organisé qu'une simple apparition dans une salle de spectacles. Mariola doit prendre une décision difficile, rentrer en Pologne ou essayer de décrocher un contrat important. Bientôt Piotr, qui a reçu une bourse d'études, arrive à Paris. Mariola lui cache sa situation et lui raconte des histoires sur sa carrière spectaculaire et son amitié avec une grande star, Suzanne Blanche. Ce n'est que par hasard que Piotr apprend la vérité sur les problèmes de sa copine. Malgré les malentendus et des conflits d'intérêts leur sentiment ne s'éteint pas et les amoureux décident de rentrer en Pologne.

## Fiche technique
- Titre original : Przygoda z piosenką
- Réalisation : Stanisław Bareja
- Scénario : Jerzy Jurandot
- Musique : Adam Walaciński
- Photographie : Jan Janczewski
- Montage : Krystyna Rutkowska
- Décors : Roman Wołyniec
- Costumes : Ewa Kowalska
- Société de production : Zespół Filmowy Rytm
- Pays d'origine :  Pologne
- Langues originales : polonais
- Genre : Comédie, Film musical
- Format : couleur  - son mono
- Durée : 93 minutes
- Dates de sortie : 1er janvier 1967

## Distribution
- Bohdan Łazuka – Piotr
- Zdzisław Maklakiewicz – Drybek
- Pola Raksa – Mariola Brońska
- Barbara Krafftówna – madame Michaud, la propriétaire du pensionnat
- Czesław Wołłejko – impresario Cox
- Urszula Modrzyńska – copine de Cox
- Irena Szewczyk – copine de Cox
- Ryszard Nawrocki – le compositeur Waldemar
- Irena Santor – Suzanne Blanche (Zuzanna Białko)
- Maciej Grzybowski – Michel